# Bob Gerard
Bob Gerard (n. 19 ianuarie 1914, Leicester, Anglia, Regatul Unit al Marii Britanii și Irlandei – d. 26 ianuarie 1990, South Croxton⁠(d), Charnwood, Anglia, Regatul Unit) a fost un pilot de Formula 1. De-a lungul carierei a luat startul în 8 curse, niciuna din pole-position. Nu a câștigat nicio cursă și nu a terminat niciodată pe podium, acumulând 0 puncte în întreaga activitate ca pilot de Formula 1.